# Yolande av Frankrike
Yolande av Frankrike, född i Tours den 23 september 1434, död i Chambéry den 23 augusti 1478, var en hertiginna av Savojen; gift 1452 med hertig Amadeus IX av Savojen. Hon var Savojens regent under sonens omyndighet 1472–1478.

## Biografi
Yolande beskrivs som vital och energisk. Maken, som led av svag hälsa och epilepsi, överlät politiken på henne redan under sin livstid. Hennes man Amadeus IX var ovillig att styra sina stater, eftersom han hade svag konstitution och föredrog att ägna sig åt fromhet. Han lät Yolande, livlig och energisk, regera för att bättre möta Savojardbaronerna i öppen opposition.

### Regentskap
Som änka försäkrades hon hertigdömets regentskap fram till 1478 i sin son Filibert I:s namn. Hon lyckades skickligt hantera de savordianska baronernas intriger mot centralmakten och säkra statsmakten åt sin son.
Yolande var tvungen att hantera Karl den djärve, hertigen av Bourgognes, ambition. Traditionellt var hertigarna av Savojen allierade med den schweiziska konfederationen, men hertigen av Bourgognes stigande makt nödvändiggjorde en överenskommelse med Burgund, som var Frankrikes fiende. För att undvika att Savojen inringades av Milano och Burgund uppgav hon Savojens gamla allians med Schweiz och allierade sig med Burgund. Hennes bror Ludvig XI av Frankrike försökte störta henne, och installera den pro-franska Filip II av Savojen som regent. Efter Karl den djärves nederlag vid slaget vid Grandson och Slaget vid Murten 1476 lämnade hon alliansen med Burgund, och hertigen av Bourgogne misstänkte henne då för en hemlig allians med Frankrike. Charles av Burgund lät då få henne kidnappad av sin kapten, Olivier de La Marche, och höll henne fången på Château de Rouvres. Sonen, den unge hertigen Filibert I av Savojen hade gömts i ett vetefält av hennes trogna, och han återvände till Chambéry.
Efter nyheten skickade Ludvig XI ett antal trupper till Savojens gräns. Till slut beslutade kungen i september 1476 att sända Karl I av Amboise och tvåhundra lanser, konfidentiellt, eftersom befrielsen inte borde betraktas som ett brott mot vapenvilan med Karl den djärve, som undertecknades 1475. Amboise, en av kungens bästa diplomater och militanter, lyckas befria henne och hennes barn 2 oktober. Men officiellt var det Yolande som personligen hade bett Charles d'Amboise att skicka sitt folk. Louis XI blev så glad att hans syster och barnen blev inbjudna till honom. 29 oktober, tillsammans med Amboise, anlände de till Plessis-du-Parc-lèz-Tours. Ludvig XI välkomnade dem, med stor pompa och värme, vid dörren till slottet och sa "Madame de la Bourgogne, du är mycket välkommen". Hon svarade klokt att hon var en god fransyska och beredd att lyda kungen i vad han behagade att befalla henne. Deras vistelse varade bara en vecka, eftersom hon och kungen hyste ömsesidigt misstroende. Det sades att "båda var mycket glada att lämna varandra" efter att ha avlagt ed tillsammans, "och förblev som god broder och god syster, till döden".
Yolande grundade två kloster av Sankta Klaras orden, det ena 1464 i Chambéry och det andra i Genève 1476, rue Verdaine. Den senare förblev på plats till reformationen, nunnorna lämnade sedan Genève för Annecy.
I januari 1478 led hon av giktattacker. Hennes hov övergav henne för att återvända till Chambéry, och hon dog i Moncrivello. Hon är begravd med Amadeus IX i Saint-Eusèbe-katedralen i Verceil.